# Chloe Bailey
Chloe Bailey, ibland skrivet som Chlöe, född 1 juli 1998, är en amerikansk sångerska/låtskrivare och skådespelare.
Hon slog igenom med R&B-gruppen Chloe x Halle tillsammans med sin yngre syster Halle Bailey som sedan 2018 blivit nominerade till fem Grammy Awards.
Hennes stora genombrott som skådespelare kom i och med hennes roll som Jazz Forster TV-serien Grown-ish som började sändas 2018. Under 2023 har hon spelat en av huvudrollerna som Marissa i TV-serien Swarm, och 2024 spelade hon en av huvudrollerna i filmen The Exorcism.

## Filmografi (i urval)
- 2018–2022 – Grown-ish (TV-serie)
- 2023 – Swarm (TV-serie)
- 2024 – The Exorcism